# Első líbiai polgárháború
Az első líbiai polgárháború (arab nyelven: الحرب الأهلية في ليبيا / al-ḥarb al-ahliyya fī Lībiyā) egy fegyveres konfliktus volt 2011-ben az észak-afrikai Líbiában, amelyet az 1969 óta uralmon levő Moammer Kadhafi ezredes és a hozzá hű erők vívtak a rendszer elleni lázadókkal, akiket az Átmeneti Nemzeti Tanács képviselt. A kormányellenes tüntetések 2011. február 15-én kezdődtek, a tunéziai és az egyiptomi forradalom után, az egész arab világon jelentkező tüntetéssorozat részeként. A Kireneikában kirobbanó tiltakozássorozat hamar erőszakba torkollott. A rezsim rendkívül kemény fellépéssel megpróbálta leverni a lázongásokat, ugyanakkor legalább egy esetben éppen a lázadók nyitottak tüzet kormánypárti tüntetésekre. A Bengázi környékén zajló erősen törzsi színezetű eseményeket gyorsan követte a nyugati hegyekben a berber törzsek lázadása, valamint a vegyes lakosságú Miszráta felkelése. Súlyos harcok után a lázadók Bengáziban megalakították az Átmeneti Nemzeti Tanácsot (ÁNT) amely deklarálta, hogy célja a Kadhafi-rezsim megdöntése, és a szabad választások kiharcolása. A tanács jobbára azonban a Kadhafi-rezsim régi kádereiből állt. Vezetője a korábbi igazságügy miniszter, Musztafa Abd el-Dzsalíl, aki annak idején a HIV-terjesztéssel vádolt bolgár ápolónők perében a halálos ítéletet is aláírta.
Az események nyomon követését jelentősen megnehezítette a világ számára a média és a kommunikációs hálózatok teljes körű állami ellenőrzése és lezárása, valamint a média mint fegyver intenzív használata a konfliktus résztvevői által.
Moammer Kadhafi, fia, Szajf-al Iszlám és a titkosszolgálatokat vezető Abdullah Szenusszi ellen június 27-én nemzetközi elfogatóparancsot adtak ki. Lázadó források szerint a kormány elsősorban zsoldosokat vetett be a felkelés letörésére, és fegyverként használta a tömeges nemi erőszakot is. A Human Rights Watch, és az Amnesty International helyszíni vizsgálatai nem támasztották alá ezen vádakat.
A rezsim a lázadókat az Al Kaidához kötődő nemzetközi terroristáknak tartotta. Független források valóban megerősítették az Al Kaidához köthető szervezetek, és külföldi zsoldosok megjelenését a lázadók között, ugyanakkor ennek a befolyásnak mérete nem éri el azt a szintet ahogyan azt a kormány propaganda be kívánja állítani. Ezek a szervezetek jelen vannak ugyan, de nem ők irányítják a lázadást, sokkal inkább támogatják, és hasznot húznak belőle.
Bár a harcok rendkívül heves lefolyásúak voltak, mégis az ilyen konfliktusokban szokatlan módon, bizonyos humanitárius elveket úgy tűnik mindkét fél igyekezett betartani. Ilyen például, hogy az ország vízellátásának 70%-át biztosító ún. GMMR rendszer immunitást élvezett, annak csővezetékei és kiszolgáló létesítményei ellen intézett támadásoktól minden fél tartózkodott, valamint a vízellátás megzavarása sem szerepelt a bevetett fegyverek között. Bengázi teljes vízellátását végig a kormány biztosította. A NATO a harcoló felek közül egyedüliként, július végén csapást mért Bregában a GMMR két kiszolgáló állomására. Ugyanakkor mindkét fél részéről gyakoriak voltak a hadifoglyok ellen elkövetett atrocitások. A felkelők minden fekete bőrű személyt gyanúsnak tartottak, mivel Kadhafi zsoldosai is főként a fekete Afrikából jöttek, így gyakran előfordult, hogy minden ok nélkül kivégeztek afrikai vendégmunkásokat.
A felkelő fegyveresek a kezdeti sikerek után márciusra elejére mind inkább a keleti országrészbe szorultak vissza, a kormányhadsereg nehézfegyverekkel, harckocsikkal és repülőgépekkel indított ellentámadása miatt.
2011. március 17-én, amikor a lojalista erők már a lázadás központját, Bengázit is megközelítették, az ENSZ BT főleg angol és francia nyomásra megszavazta a Líbia felett kialakítandó repüléstilalmi zónát. A határozat lehetőséget biztosított a NATO csapatoknak a civil lakosság védelmére, minden elérhető eszközzel, kivéve szárazföldi csapatok bevetését. A NATO légierő azonnal megkezdte a kormánycsapatok, és Tripoli bombázását, ennek hatására az offenzíva leállt, a kormánycsapatok visszavonultak Szirte városáig, és a felkelők elfoglalták a kiürített városokat. A Szurtot támadó lázadó csoportot aztán a hadsereg ellentámadása szétverte, és a kormánycsapatok menetből visszafoglalták a partvidéket egészen Brega városáig.
A keleti front augusztusig Adzsdábija és Brega között húzódott, míg nyugaton heves harcok folytak Miszráta városa körül és a Nefúsza-hegységben, valamint Sabha városától délre a nigeri határ környékén. A hadműveleteket, és az elszakadt területek életét a lázadók főleg a líbiai nemzeti bank bengázi fiókjának trezorjából szerzett pénzből finanszírozták. A trezort még márciusban törték fel.
A NATO a parti zónákban repülés tilalmi övezetet tartott fenn, amit azonban lázadó gépek – a NATO hallgatólagos beleegyezésével – rendszeresen megsértettek.
Az ENSZ által elrendelt fegyverembargó betartatása is meglehetősen egyoldalúan volt értelmezve. A lázadóknak irányuló katari, és egyéb fegyverszállítmányokat nem tartóztatták fel, sőt Franciaország maga is legalább egy esetben fegyvereket szállított a lázadóknak. Ugyanakkor a kormány is hozzájutott fegyverekhez, Csád, Niger, és állítólag Algéria irányából.
A NATO csapatok szorosan együttműködnek a felkelőkkel, légi, és tengerészeti tűztámogatást nyújtva hadműveleteikhez, sőt amerikai és brit katonai kiképzők is érkeztek a felkelők támogatására. A NATO csapatok hathatós támogatásával április végére a felkelők kezére került a Líbia - Tunézia határvidék, sőt Miszráta elfoglalását is sikerült megakadályozni.
Július 25-re a polgárháború állandósulni látszott, az utolsó nagy kormánypárti offenzíva óta ugyan voltak kisebb lázadó sikerek, de nagyobb területek nem cseréltek gazdát, noha a lázadó csapatok már nehézfegyverzettel és tankokkal is rendelkeztek. Augusztus 21-re a lázadóknak sikerült behatolniuk Tripoliba, 23-án pedig elfoglalták a Bab al-Azizija komplexumot, Kadhafi állítólagos tartózkodási helyét, bár az ezredest nem találták az épületben, valószínűleg ekkor már Szurtban tartózkodott.
Hosszú ostrom után, október 17-én elesett Báni Válid, majd három nappal később Szurt városa is, az utóbbi ostroma közben Kadhafi is életét vesztette. Ezzel az ország teljes területe az ÁNT kezére került és véget ért a líbiai polgárháború.

## Előzmények

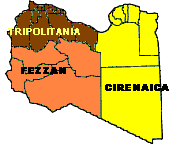
a történelmi régiók

Líbia három, eltérő hagyományú, földrajzilag jól elkülönülő történeti régió és oszmán tartomány, az észak-nyugati Tripolitánia, a keleti Kireneika és a dél-nyugati, sivatagi Fezzán és Ghadames egyesítéséből született 1934-ben. Az ország 1951-ben függetlenedett monarchiaként, de Idrisz líbiai király hatalmát 1969-ben pánarab nacionalista és szocialista színezetű katonai puccs döntötte meg Moammer Kadhafi vezetésével. A semmilyen hivatalos tisztséget nem viselő, de az államot azóta irányító, Szurt közelében született Kadhafi bázisát szülővárosa és Tripoli, a főváros jelenti, míg ellenzéke Kireneikához, közelebbről annak központjához, Bengázihoz kötődik.
A tüntetések kiváltó okai között - a külföldi hatások mellett - fontos szerepe volt az ország belső vallási ellentétének is. A lázadás fő központját jelentő Bengázi egyben a lakosság 1/3-át magába foglaló szenusszi-szekta központja is. - Idrisz király eredetileg ennek a vallási csoportnak volt a vezetője/emírje. - Szintén a vallási okokhoz érdemes hozzávennünk, hogy a szunnita egyház vezetői is igencsak hideg viszonyban álltak az egyházukat "megreformáló" líbiai vezérrel. Ezen okok mellett a népesség igen alacsony átlagéletkora (a lakosság 60%-a 20 éven aluli) és az ország területén tartózkodó 1,5 millió vendégmunkás generáló hatását is figyelembe kell vennünk.
Kireneika tartomány törzsei hagyományosan is a rendszer ellenségei, ugyanis ők voltak a megdöntött Idrisz király rendszerének fő támogatói, és haszonélvezői. A rendkívül elnyomó Líbiai rezsim gazdasági eredményeiből is kevesebb jutott a keleti, hagyományosan monarchista törzseknek.

## ANATO-beavatkozás okai
A beavatkozás legfőbb okának a tüntetések leveréséről érkező sokkoló híreket nevezték meg. Az első tudósítások rendkívüli brutalitásról számoltak be, harci repülőgépek bevetéséről fegyvertelen tüntetők ellen, és hasonló nagyon súlyos cselekményekről. Noha később kiderült hogy ezek a hírek eltúlzottak voltak, mégis roppant felháborodást generáltak. Valószínűleg közrejátszhatott Líbiának az európai bankrendszerre való egyre növekvő befolyása is. Ennek emblematikus példája a Goldman Sachs bankház ügye, a náluk kezelt Líbiai olajvagyonnal. A cég milliárdos összeget invesztált bajban lévő európai bankokba mint a francia Societé Generale vagy az olasz Unicredit bank, mely befektetések értékük 98%-át elveszítették. A kár megtérítéséről folyó tárgyalások során egy ideig olyan megállapodás látszott körvonalazódni, hogy a Goldman Sachs, többségi tulajdona a líbiai kormány kezébe kerül. Hasonló történet játszódott le Franciaországban is, amikor a Societé Generale 50 milliárd dollárt vesztett a Kerviel ügyön, és végül a líbiai olaj alap pénzéből mentették meg, mely manőver szintén nagy veszteséggel járt Líbia számára.

## A felkelés kitörése

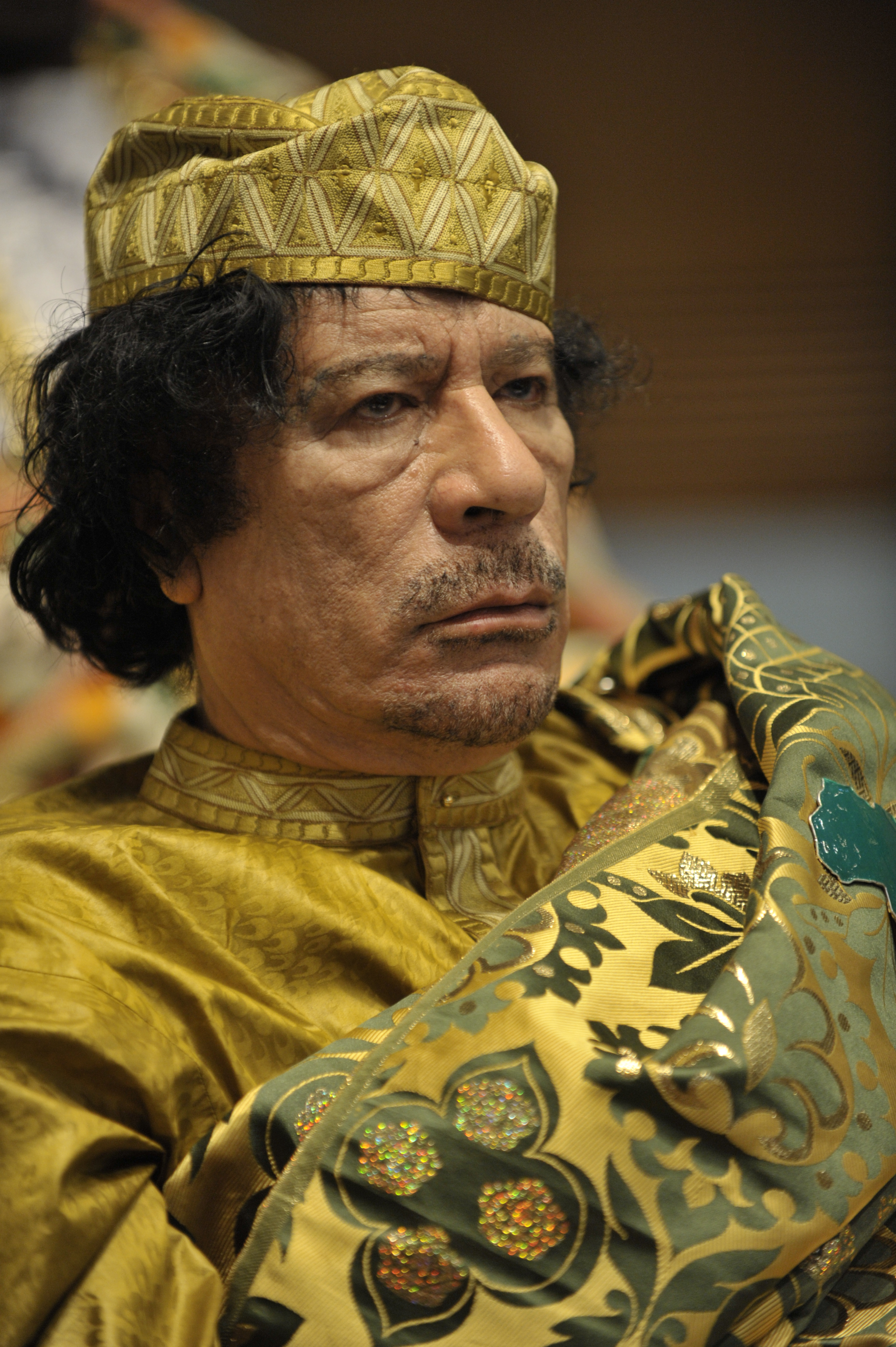
Moammer Kadhafi, „a líbiai forradalom vezetője és irányítója” 2009-ben

Fathi Terbíl, a nyíltan rendszerkritikus ügyvéd ok nélkül történt letartóztatása volt az az esemény, ami miatt február 15-én este tiltakozások alakultak ki Bengázi utcáin. A kormány a növekvő feszültséget érzékelve február 16. estéjére időzítette a Líbiai Iszlám Harci Csoport 110, korábban bebörtönzött tagjának szabadlábra helyezését. A hatóságok helyi információk szerint gumilövedékek, botok, könnygáz és vízágyúk segítségével próbálták feloszlatni a kövekkel és Molotov-koktélokkal felfegyverzett tömeget Bengáziban, és legalább húsz embert letartóztattak. Az összecsapásoknak legalább 38 sebesültjük volt, köztük tíz hatósági személy. Ellenzéki honlapok információi szerint hatan vesztették életüket az események során. Közben egy időre internetes korlátozásokat vezettek be, okulva a világháló többi tüntetés során betöltött szerepéből. Az Al-Dzsazíra hírtelevíziónak nyilatkozó írót, Idrísz al-Meszmárit, aki a tüntetésekről beszélt, letartóztatták.
Válaszul az elégedetlenkedők (egyiptomi és bahreini mintára) másnapra meghirdették a „harag napját” a Facebookon és a Twitteren. Közben al-Bajda kirenaikai városába és a Tripolitól 140 kilométerre délre elhelyezkedő Zintánra is átterjedtek a tüntetések, itt rendőrségi épületeket gyújtottak fel. A bajdái összecsapások négy halálos áldozatot követeltek, a hivatalos sajtó viszont csak két halottat említett. A feszültségeket az sem csökkentette, hogy a terveknek megfelelően szabadon engedték a 110 foglyot. A kormányzat eközben állítólag fenyegető üzeneteket küldött szét SMS-ben a lakosság számára, megtiltva részvételüket a másnapra tervezett demonstrációkon.

A Líbiai monarchia zászlaja 1951-1969 között. Ezt a zászlót használják a felkelők.

A harag napján több vidéki városban alakultak ki tüntetések a halálesetek hírére. Bengázi, Zentán és Bajdá mellett lázongásokról szóló híradások érkeztek a kirenaikai Darnából, el-Kufrából és Adzsdábijából, illetve a tripolitániai Ridzsbánból is. A dátum jelentőségét fokozza, hogy 2006-ban ugyanezen a napon vert szét a rendőrség Bengáziban egy demonstrációt az ottani olasz konzulátus előtt, ami szintén több halálesettel járt együtt. Eközben Tripoli főterén és Szurtban Kadhafi-párti demonstráció kezdődött, amiről folyamatos tudósítást adott az állami televízió. A kormánypárti tüntetők éltették Kadhafit és az általa vezetett „forradalmat”, továbbá kirohanásokat intéztek az eseményektől egyébként elzárt külföldi média ellen. A bajdái biztonsági erők parancsnokot leváltották.
Közben Bengáziban a kormányzati épületek elé politikai reformokat, alkotmányt és a hatalmi ágak szétválasztását követelő jogászok és ügyvédek vonultak, akik a pénteki imát is ott szándékozzák elvégezni. Szemtanúk szerint a városba buszokkal hozták a felfegyverzett, civil ruhás hatóságiakat, hogy segítsék a tüntetések leverését. Az estébe nyúló harcokban több tízes nagyságrendű haláleset történt. Kórházi forrásokra hivatkozó szemtanúk szerint el-Bajdában 25-35 közé tehető a halottak és kétszáz körülire a sebesültek száma, miközben a kórház vér-, gyógyszer- és eszközhiánnyal küszködik az ellátásukban. Darnában, ahol a tüntetők felgyújtották a kormányzat és a biztonsági szolgálatok épületeit, öt halottról és húsz sebesültről érkezett hír. Adzsdábijában szintén kormány- és állambiztonsági hivatalokat gyújtottak fel a tüntetők; az itteni összecsapásokban négy embert lőttek le az éles lőszert használó forradalmi gárdisták.
Február 18-án folytatódtak a még mindig elsősorban Kelet-Líbia városaira koncentrálódó összecsapások a tüntetők és a biztonsági erők között. Bengáziban a Kadhafi ottani rezidenciájához közeledő tömegeket brutálisan feloszlatták. Az egyik bengázi kórházból 35 halottat jelentettek. A fegyveres erők állítólag egy temetési menetre is tüzet nyitottak.
A Human Rights Watch jelentése szerint február 19-ig legalább 84-en vesztették életüket a líbiai harcokban. Az Al-Dzsazira információ szerint Nyugat-Líbiában a fokozott karhatalmi jelenlét miatt nem alakultak ki eddig nagyobb tüntetések. Közben a kormányzati sajtó véres bosszút helyezett kilátásba, de egy némileg függetlenebb lap, a Kúrína közben hírül adta, hogy a kormányzatot át fogják szervezni és decentralizálják, miközben számos tisztviselőt leváltanak. A hírek szerint eközben Kadhafi törzsi vezetőkkel tartott találkozókat, hogy biztosítsa támogatásukat a maga számára.
Február 20-ra a jelentések szerint 200-ra nőtt a harcok bengázi áldozatainak száma, de ekkorra Abd el-Fattáh Júnisz tábornok átállásának köszönhetően az ellenzéki felkelőknek sikerült elfoglalni a várost, a továbbiakban ez lett a lázadás katonai és politikai központja. A tüntetések tovább terjedtek az országban: a tripolitániai Miszrátából is demonstrációkról érkeztek hírek, és a Kadhafi-pártiak valamint biztonsági erők által megszállt fővárosban is ellenzéki megmozdulásokra került sor. Bengáziban 50 vallási és törzsi vezető, illetve értelmiségi aláírásával kiáltvány jelent meg, amely az iszlám előírásaira hivatkozva a mészárlás beszüntetésére szólította fel a biztonsági erőket. Szemtanúk szerint estére a fővárosban, a Zöld tér környékén is tüntetések robbantak ki, amiket a biztonsági erők éles lőszer és könnygáz bevetésével próbáltak megfékezni Human Rights Watch ezen a napon kiadott közlése szerint az addigi líbiai harcok 233 halálos áldozatot követeltek.
A líbiai kormány bekérette a magyar nagykövetet, és közölte vele, hogy ha az EU tovább folytatja a tüntetők bátorítását, Líbia felhagy az illegális bevándorlás elleni küzdelemben való részvétellel. A zsarolást Martonyi János magyar külügyminiszter az EU nevében határozottan elutasította és felszólította Kadhafit, hogy vessen véget az erőszaknak.
Tripoliban február 21-én éjjel harcok zajlottak, Kelet-Líbia városainak egy része pedig a felkelők kezébe került. A törzsek egy része, köztük a tripolitániai Miszráta lakossága, valamint a berber Zintán, és a keleti Zuvajja szintén átállt Kadhafi ellenzékéhez. Utóbbi az olajszállítások megszakításával fenyegetett, követelve a kormányzati erőszak beszüntetését.
Hétfő hajnalban Kadhafi fia, Szajf al-Iszlám mondott beszédet a tüntetéseket addig jelentéktelen színben feltüntető állami televízióban. Beszédében évtizedekig tartó, a jugoszlávnál is szörnyűbb, százezernyi áldozatot követelő polgárháborúval, a törzsi megosztottságban szenvedő ország szétszakadásával, az olajbevételek elapadásával és nyugati uralommal fenyegetett, kijelentve, hogy apja még az országban van, és a hozzá továbbra is lojális fegyveres erők bármire készek, hogy megvédjék a hatalmát. Elismerte, hogy a sereg egyes alakulatai átálltak, de a tüntetésekért az iszlamistákat, bűnözőket és külföldieket tette felelőssé. Egyúttal ígéretet tett egy alkotmányozó tanács két napon belül történő összehívására, reformokat helyezett kilátásba több területen és béremelést ígért.
A karhatalom fellépését a tüntetők „mészárlásnak” nevezték, állítván: a tetőkről válogatás nélkül lőttek rájuk gépfegyverekkel.
Február 22-én jelentések érkeztek, hogy Kadhafi bevetette a légierőt is a felkelők elleni harcban, légicsapásokat rendelve el Tripoli egyes részei ellen. Ugyanakkor a tüntetők felgyújtottak több állami épületet. A kormányerők légicsapásaival kapcsolatban bizonyos kétségekre ad okot, hogy sem vizuális-elektronikai, sem pedig első kézből, szemtanúktól származó beszámoló nem került az ENSZ kezébe. Hillary Clinton az ENSZ Emberi Jogi Tanácsának 16. ülésszakán, Genfben ismerte el, hogy a Pentagonnak is csak közvetett információi vannak az esetről, azaz nem kizárt, hogy az valójában meg sem történt.
Február 23-án Kadhafi a felkelés kirobbanása óta először, több mint egyórás beszédet intézett népéhez, amelyben az ellene lázadókat halálbüntetéssel fenyegette meg. A beszéd után újra utcai harcok kezdődtek Tripoliban a katonaság és a lázadók közt.
Az ENSZ Biztonsági Tanácsa elítélte az erőszakot, Hillary Clinton amerikai külügyminiszter pedig kijelentette, hogy az Egyesült Államok meg fogja tenni a "megfelelő lépéseket", ha a líbiai kormány nem állítja le az erőszakot az országban, de kihangsúlyozta, hogy csak nemzetközi fellépés keretében kívánnak tevékenykedni.
A Wall Street Journal szerint az ország északnyugati részén fekvő Miszráta város felett a tüntetőknek sikerült átvenni az ellenőrzést, ezzel ez az első nyugat-líbiai város, mely a tüntetők kezére került.
Február 25-én az ellenzék tüntetést hívott össze Tripoliban a déli ima utánra, amely azonban vérfürdőbe torkollott, amikor a biztonsági erők tüzet nyitottak a Zöld tér felé haladó tüntetőkre. A tüntetők közül néhányan gépfegyverekkel viszonozták a tüzet, de a kormánykatonák estére teljesen leverték a lázadást. Az események ellenére Anders Fogh Rasmussen NATO főtitkár kijelentette, hogy a szövetség egyelőre nem avatkozik bele a konfliktusba.

## A polgárháború kirobbanása

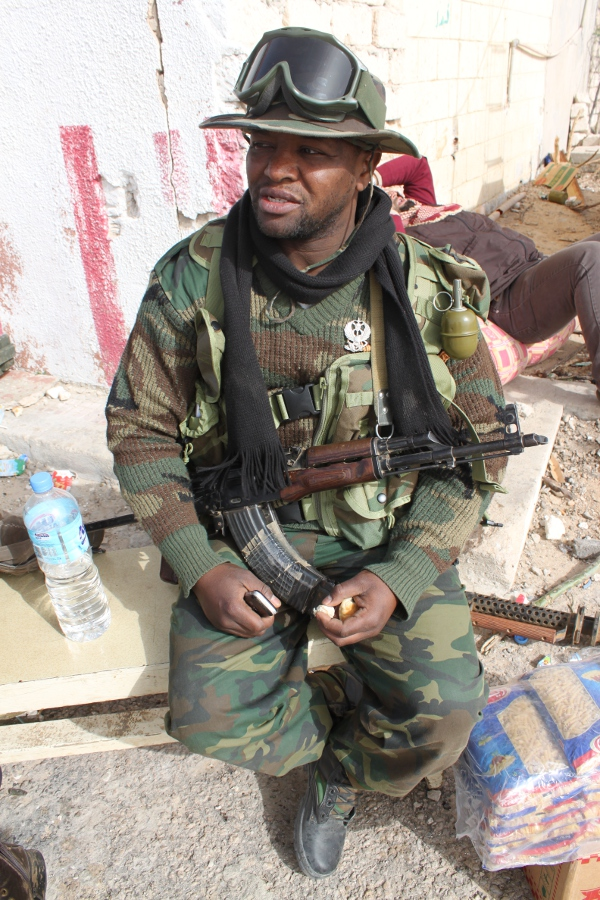
Felkelő március 4-én Brega mellett.

A polgárháború kezdete Závija városába tehető, ahol harcok törtek ki a kormányerők és a szervezetten harcoló ellenzéki harcosok között. Korábban még nem állt fenn önálló ellenzéki haderő, csupán spontán harcoltak a kormányerők ellen. A keletiek ettől a naptól fogva folyamatosan szervezték, illetve fejlesztették a saját haderejüket.
Március 2-án komoly harcok zajlottak a Bengázitól 250 kilométerre nyugatra fekvő Brega város birtoklásáért, amely fél nap alatt négyszer cserélt gazdát, de végül a felkelőknek sikerül elfoglalni. Ebben a városban Moammer Kadhafi száz katonáját ejtették foglyul az ellenzéki fegyveres erők.
Időközben az Egyesült Államok hadihajókat vezényelt a Földközi-tengerre, felkészülve egy esetleges beavatkozásra.
Harsában, Závija elővárosában Kadhafihoz hű erők megölték a lázadók egyik vezetőjét. Helyére új személyt neveztek ki. Bengáziban Átmeneti Nemzeti Tanács alakult, amelyet a felkelők Líbia ideiglenes kormányának szeretnének elismertetni. Időközben kezdetét vette a Rász Lánúf birtoklásáért vívott csata, melynek során a felkelők március 5-re ideiglenesen bevették a várost, itt azonban előrenyomulásuk megakadt, Kadhafi hadereje pedig hirtelen ellentámadásba ment át.
Miközben tovább zajlottak a harcok Závijában, Kadhafi támadást intézett Miszráta ellen is. A felkelők előrenyomulása Bin Dzsávádnál végleg megakadt, az itt megvívott csatában a kormányerők győztek.
A hét folyamán heves harcok zajlottak Závijában és Rász Lánúfban. március 10-én a felkelőket végleg kiszorítják Rász Lanúfból, ahol hadihajókat is bevettek ellenük. Két nappal később elesett az-Závija is. Ezt követően Kadhafi hadereje Bregát vette ostrom alá, légierőt és nehéztüzérséget is bevetve, így a felkelők kénytelenek voltak fokozatosan feladni a várost, március 15-re teljesen kivonulva belőle. Március 17-re Kadhafi seregei elfoglalták a stratégiai fekvésű Adzsdábija várost, amelyen keresztül út nyílik Tobruk felé, és be lehet keríteni Bengázit. A lakosság a kelet-líbiai területekről megkezdte a tömeges menekülést Egyiptomba. Ezalatt a kormányerők visszafoglalták Zuvara városát is, amely az utolsó felkelők által ellenőrzött település volt Tripolitól nyugatra.

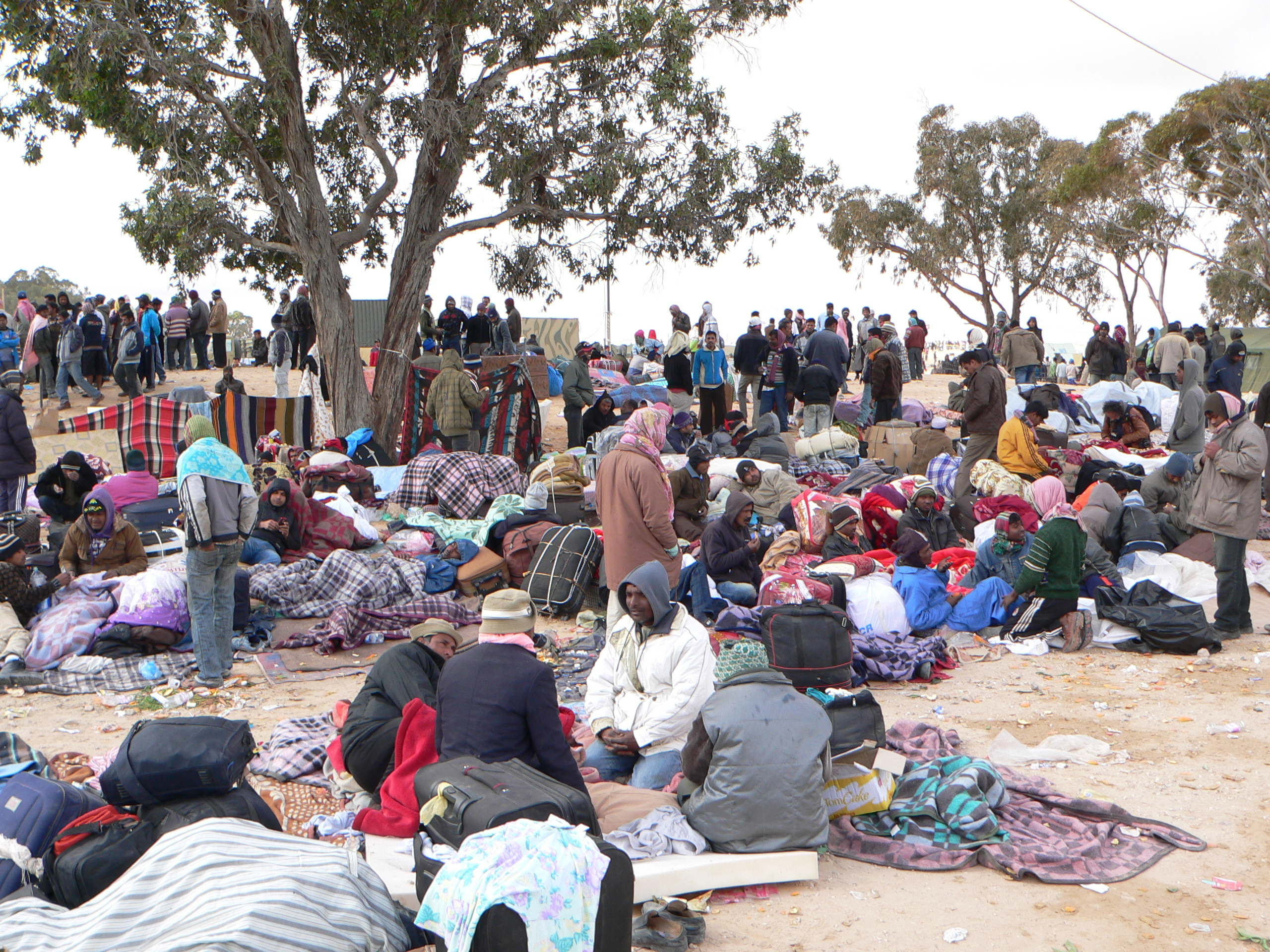
Menekülttábor Tunéziában.

A tripolitániai fronton időközben kormányerők nagyarányú támadást indítottak az egyetlen felkelők kezén levő tripolitániai város, Miszráta ellen. A felkelők annak dacára, hogy csak könnyű fegyverzettel rendelkeztek, kijelentették, hogy a végsőkig ki fognak tartani.
A keleti fronton Kadhafi hadereje mintegy 150 km-re közelítette meg Bengázit. Az idősebbik Kadhafi fiú, Szajf al-Iszlám Kadhafi kijelentette, hogy a harcoknak 48 óra múlva vége lesz. Március 17-én elérték Bengázi keleti határát, és a légierő elkezdte a város repülőterének bombázását. A felkelők folyamatosan sürgették az európai országok katonai támogatását, amelyet az európai országok többsége is támogatott, élükön Franciaországgal és Nagy-Britanniával, valamint az Amerikai Egyesült Államok is és az Arab Liga egyes államai, mint pl: Katar és az Egyesült Arab Emírségek, azonban az ENSZ BT-be tartozó Kína, Oroszország és a nem állandó tag Libanon ellenezte a konfliktusba való beavatkozást. Végül azonban a francia és a brit elnök kampányának köszönhetően sikerült elérni, hogy Az ENSZ Biztonsági Tanácsa 10 támogató és 5 tartózkodó szavazattal megszavazta a Líbia feletti repüléstilalmi övezet felállítását. Erre a hírre, Kadhafi fegyverszünetet hirdetett, amelyet azonban nem tartott be, így kezdetét vette a nemzetközi koalició támadása Kadhafi ellen.
A megfigyelők szerint igen nagy, valószínűleg ezres nagyságrendekben külföldiek, így zsoldosok is harcoltak a Kadhafihoz hű erők között. Ezek egy része a különböző arab országokból jött, ám Kadhafi csapatai tömegesen soroztak be a szomszédos és más szaharai országokból jövő munkásokat, illetve menekülteket, akik kénytelenek voltak harcolni a líbiai felkelők ellen. A harcokba bekényszerített személyek Mali, Ghána, Szomália, Szudán, Niger, Csád, Kamerun és Nigéria területeiről érkeztek.

## A nemzetközi intervenció
Egy francia repülőgép délután megsemmisítette az első líbiai célpontot Bengázi mellett, egy katonai járművet.

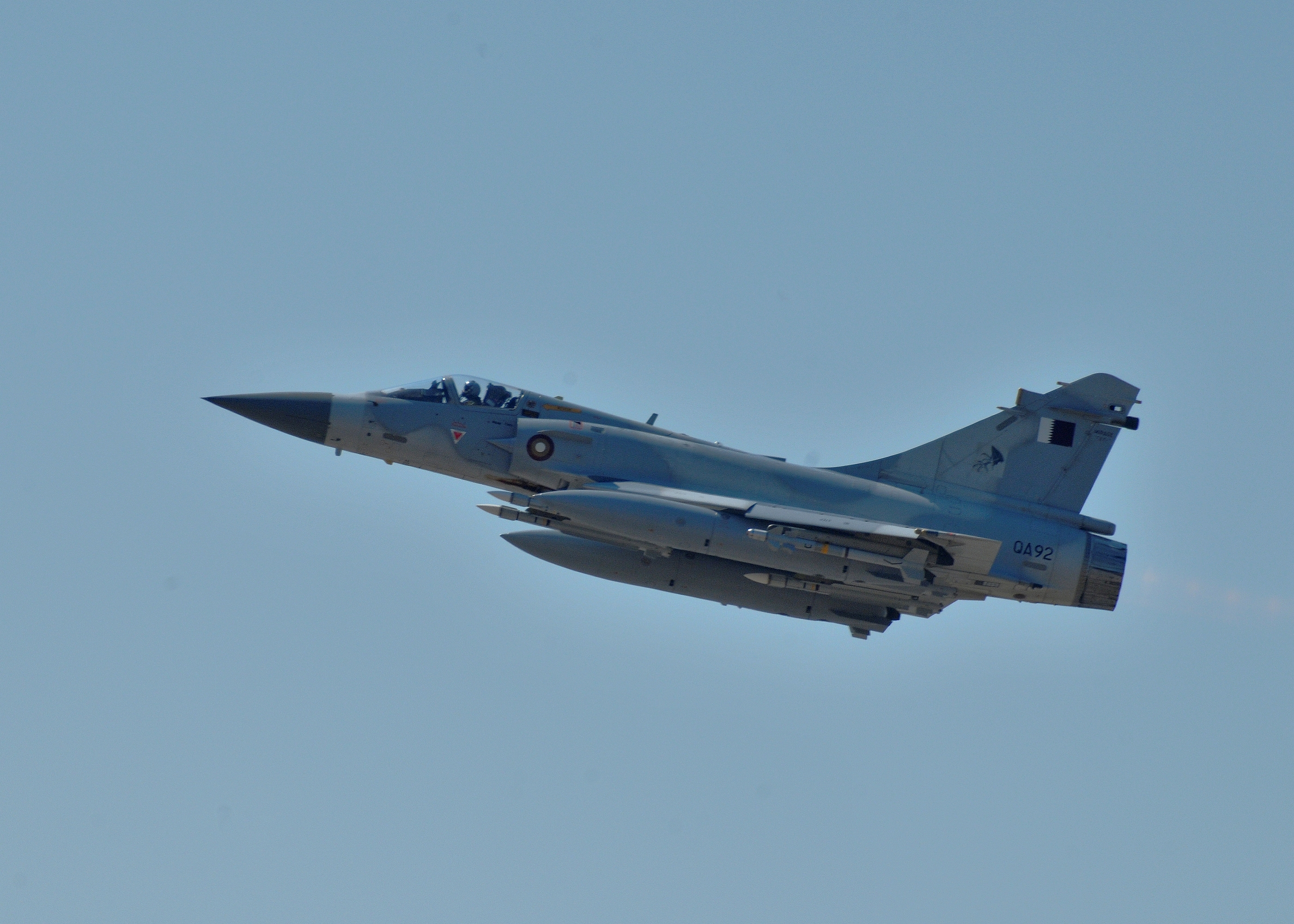
Egy katari Mirage 2000 vadászgép úton Líbia felé

Hajnalban nemzetközi katonai akció kezdődött Kadhafi erői ellen. Bengázi közelében francia repülőgépek támadtak kormányhű csapatokat, míg az ország nyugati részén a koalíciós flotta irányítható Tomahawk robotrepülőgépekkel támadta a líbiai légvédelmi ütegeket. A hadműveletek kezdetén francia, brit, kanadai, spanyol, svéd és dán vadászrepülőgépek vettek részt, de nemsokára Katar és az Egyesült Arab Emírségek is csatlakozott Időközben a brit és francia flotta blokád alá vonta a líbiai partvidéket is.
Kadhafi és családja, valamint az ország felső vezetése titkos földalatti bunkerbe menekült. A diktátor "brutális agressziónak" és "gyarmatosító keresztes háborúnak" nevezte a szövetséges akciót és válaszcsapásokkal fenyegetőzött.
A szövetséges légierő támogatásának köszönhetően a felkelőknek sikerült részben elfoglalniuk a stratégiai fontosságú Adzsdábiját. Időközben véres harcok folytak Miszráta városáért. A kormányerők tankokkal hatoltak be a városközpontba, de nem sikerült megtartaniuk.
Március 21-én műszaki hiba miatt lezuhant egy amerikai F–15-ös vadászgép, a pilóták szerencsésen katapultáltak, majd felkelők kutatták fel és mentették meg őket. A katonák a mentőalakultra tévedésből tüzet nyitottak, hat embert megsebesítve.
Nem sokkal a hadművelet kezdetét követően, több részt vevő ország is követelni kezdte a NATO vezetését az akcióban, ez azonban Törökország tiltakozása miatt késett. Végül azonban sikerült a török képviselőket meggyőzni, így március 31-én reggel nyolc órakor a NATO átvette a szövetséges hadművelet irányítását. A szövetséges repülőgépek rendszeres csapásokat mértek a Kadhafi kezén levő városokra, megsemmisítve Kadhafi légvédelmi fegyvereinek nagy részét, de továbbra is nagy számú könnyen elrejthető légvédelmi gépágyúval és géppuskával, valamint vállról indítható rakétával kellett számolniuk.
A kezdeti fenntartások ellenére április elején Egyiptom és az európai országok egy része - köztük Franciaország - megkezdte a lázadók felfegyverzését, sőt az Egyesült Államok és Nagy-Britannia katonai szakértőket is küldött Líbiába, a lázadók kiképzésére, ezzel túllépve az akció előre meghatározott kereteit.
A felkelők azonban nem mindig voltak megelégedve a NATO támogatásával, ugyanis a légitámogatás ellenére sem sikerült hosszú ideig áttörést elérni, ellenben számos esetben a vadászgépek a felkelőkre nyitottak tüzet. Azonban nagy áttörést jelentett amikor május 24-én Franciaország harci helikoptereket is vezényelt a támadások hatékonyságának növelésére.

## Harcok a NATO támogatásával
A második bengázi csatát követően Kadhafi hadereje visszavonult majdnem Szurt városáig. Így a felkelőknek március 27-re sikerült visszafoglalniuk Rász Lánúfot, Bin Dzsávádot és Bregát. Március 28-án újabb város került a felkelők kezére, Naufalíja. Időközben a Kadhafi-párti hadsereg ágyúzni kezdte Miszráta és Zintán városát, Miszrátában orvlövészeket is bevetettek.
Március 29-én a kormánypárti erők a keleti fronton is heves ellentámadásba kezdtek, ismét elfoglalva Rász Lánúfot és Bin Dzsávádot. Susan Rice amerikai ENSZ-nagykövet kilátásba helyezte, hogy az Egyesült Államok szükség esetén fegyverszállítmányokkal is segíti a felkelőket, ami meg is történt.
Április 2-án a felkelők ostrom alá vették Bregát. Válaszul Kadhafi hadereje ostrom alá vette Kotla városát, a felkelők ellen a nehéztüzérséget és rakéta-sorozatvetőket is bevetnek. A harcokban a nap folyamán legkevesebb 32 ember halt meg, de egyik félnek sem sikerült áttörést elérnie. A keleti fronton zajló eseményekkel párhuzamosan heves harcok dúltak az ország nyugati felén Miszrátában és a Nefúsza-hegységben.
A kormányhű csapatok ostrom alá vették a felkelők által ellenőrzött Adzsábiját, azonban nem sikerült bevenniük a várost, így a keleti frontvonal hónapokra megállapodott a Brega - Adzsdábija út mentén.
Miszrátát azonban továbbra is nagy erőkkel ostromolták a kadhafista katonák. A Human Rights Watch és a líbiai lázadók MAT-120 típusú kazettás bombák bevetésével vádolta meg a Miszrátát ostromló Kadhafi-párti erőket (a kazettás bombák használatát nemzetközi egyezmény tiltja, de Líbia nem volt hajlandó az egyezmény aláírására). Músza Ibráhím kormányszóvivő azonban ezt tagadta és bizonyítékot követelt. Április 21-én két amerikai újságíró, az Oscar-díjra jelölt Tim Hetherington és a Pulitzer-díjra felterjesztett Chris Hondros életét vesztette Miszrátában egy gránáttámadás következtében. Ugyanaznap vesztette életét egy ukrán orvos is, szintén Miszrátában.
A miszrátai harcokkal párhuzamosan, a Nefúsza-hegység berber lázadóinak április 22-én sikerült ellenőrzésük alá vonniuk Vázzin líbiai - tunéziai határátkelőhelyet. Ezzel lehetővé vált a felkelők számára hogy Tunéziából utánpótláshoz jussanak. Április 27-én A kormány erői heves ellentámadást indítottak a felkelők ellenőrzése alá került líbiai - tunéziai határvidék térségében. A kormánykatonák átlépték a tunéziai határt is, amiért a tunéziai határőrség tüzet nyitott rájuk, visszaűzve őket a határon túlra. Pár nappal később a harcok alatt tüzérségi lövedékek csapódtak be a tunéziai Dehiba városba, amelynek lakói pincékben kerestek menedéket a lövedékek elől, egy ember megsebesült.
Április 28-án Bengáziban 61 líbiai törzsfőnök közös nyilatkozatot adott ki, melyben lemondásra szólították fel Kadhafit.
Április végén a kormányhadsereg megkísérelte elaknásítani Miszráta kikötőjét, az akciót a NATO őrhajói azonban megzavarták. Május 7-én A kormányerők mezőgazdasági permetezésre használt repülőgépeket vetettek be Miszráta ellen, lebombázva négy kőolajtartályt. Habár ezzel megsértették a légtérzár rendelkezéseit a NATO nem avatkozott közbe.
Április 30-án a NATO harci repülőgépei lebombáztak egy épületet, amelyben Kadhafi rokonai és családja egyes tagjai tartózkodtak. Kadhafi nem sebesült meg, de a líbiai kormányszóvivő szerint a támadásban életét vesztette Kadhafi legkisebb fia, a 29 éves Szejf al-Arab Kadhafi, valamint a diktátor három unokája. Május 1-jén válaszul Kadhafi támogatói megrongálták több európai ország líbiai nagykövetségét, köztük Nagy-Britanniáét és Olaszországét. Az incidens miatt Wiliam Hague brit külügyminiszter kiutasította az Egyesült Királyságból a líbiai nagykövetet.
Május 15-én a Miszrátai felkelőknek sikerült felmenteni a várost az ostrom alól, majd ellentámadásba lendülve Tripoli felé próbáltak előretörni. A miszrátai siker hírére tüntetés kezdődött a fővárosban, melyet azonban a rendfenntartók levertek. Június elejére a Nefúsza-hegység felkelői is egyre nagyobb területeket hódítottak meg, Jafrán városáig nyomulva előre.
Június 9-én Kadhafi-csapatai újabb heves ellentámadással próbálkoztak a miszrátai felkelőkkel szemben, tankokkal és Grad rakétákkal lőve a várost. A harcokban 10 lázadó meghalt, 26 megsebesült, de a katonáknak nem sikerült áttörést elérni.
Július 1-jén több százezres kormánypárti tömegtüntetések kezdődtek Tripoliban és a lázadók által nem ellenőrzött területeken. Válaszul július 6-án százezres Kadhafi ellenes tömegdemonstrációt tartottak Bengáziban.
Június 14-én A lázadó csapatok tankok, csöves- és rakétatüzérség, páncélozott csapatszállítók és több zászlóaljnyi élőerő bevetésével döntőnek szánt offenzívát indítottak Brega városa ellen. A felkelők vezetői az éjszaka folyamán bejelentették, hogy elfoglalták a várost, és a kormánycsapatok visszavonultak a 20 km levő Bishr községbe. Musza Ibrahim kormányszóvivő ezt cáfolta. Reggelre tisztázódott a helyzet, a lázadók súlyos veszteségeket szenvedtek, és visszaverték őket korábbi pozícióikba. Ezen az éjszakán elterjedt a hír, miszerint elesett Abd el-Fattáh Júnisz lázadó tábornok is, ez azonban később tévesnek bizonyult. Július 17-re a felkelők sikeresen elfoglalták Brega egyik külvárosát (Új Bregát). A lázadó csapatok veszteségei ekkorra már meghaladták az 500 főt sebesültekben és halottakban. Három napon belül a teljes város a kezükre került. A kormányerők Rász Lánúfba vonultak vissza.
Július 27-én az Egyesült Királyság Líbia kormányaként elismerte a ÁNT-t, és kiutasította a Tripoli kormány képviselőit az országból. Valamint kilátásba helyezte hogy a királyságban zárolt mintegy 12 milliárd fontnyi líbiai vagyonból, 91 millió fontot - Egy Bengázi székhelyű, és jelenleg az ÁNT által irányított cég vagyonát - felszabadít, és átad a lázadóknak.

## Az áttörés
Július 28-án hajnalban a Nefúsza hegység lázadói jelentős erőket vontak össze Nalutnál, és több fronton támadást intéztek a síkságon állomásozó kormánycsapatok ellen.
A lázadó jelentések szerint az offenzíva sikeres volt, elfoglaltak legalább két stratégiai jelentőségű községet, és biztosították utánpótlási vonalaikat Tunézia felé.
Ugyanaznap Átmeneti Nemzeti Tanács bejelentette, hogy Abd el-Fattáh Júnisz tábornok a lázadó erők főparancsnoka elesett. Az ÁNT szerint kormánykatonák vagy ügynökök gyilkolták meg, ugyanakkor egyes források szerint Bengáziba vitték egy bizottság elé, ahol árulással vádolták, majd egy lázadó csoport kivégezte. A Bengáziban tartott sajtókonferencia után heves lövöldözés tört ki az utcán. Július 31-én, helyi idő szerint hajnali 3 órakor utcai harcok kezdődtek a lázadók de facto fővárosában Bengáziban. Az öt órán keresztül zajló harcok során tankokat, és nehézfegyverzetet is bevetettek. Az ÁNT délután sajtótájékoztatón azt állította hogy a városban működő Kadhafihoz hű "5. hadoszlopként" működő milíciákat számoltak fel. Ugyanakkor független források szerint Júnisz tábornok halálával összefüggő belső szakadásról van szó a lázadók soraiban.
Augusztus 2-án a lázadó csapatok Zliteni offenzíváját hajnalban erős kormánypárti ellentámadás törte meg. A lojalista erők a teljes fronton lerohanták a lázadó csapatokat, párhuzamosan egy tankokkal megerősített átkaroló támadással, mellyel nagyobb lázadó egységeket sikerült bekeríteni. A lázadók azonban hamar kilábaltak a vereségből, mert augusztus 6-án elfoglalták Bir Ghanam városát a tengerpart irányában a síkságon. Augusztus 16-án két újabb város került a felkelők birtokába: Szurmán és Garján, amellyel gyűrűt vontak a líbiai főváros köré, mivel a két városon keresztül a vezet a déli területek felé haladó útvonal. A keleti arcvonalon is sikerült áttörést elérni, augusztus 17-re az Átmeneti Nemzeti Tanács haderejének sikerült elfoglalni az-Závija nagy részét, csak az olajfinomító maradt még a lojalista csapatok kezén, augusztus 20-ig. Eljött az ideje Tripoli elfoglalásának.

## Tripoli elfoglalása
Augusztus 20-án a felkelők elfoglalták a főváros, Tripoli nagy részét. Augusztus 23-án megrohanták és elfoglalták Tripoliban Kadhafi állítólagos tartózkodási helyét, a Bab al-Azizija komplexumot, de az ezredest nem találták az épületben.
Másnap kiszabadultak a külföldi újságírók a Rixos Hotelből. A lázadók több más rabot is kiszabadítottak a főváros délnyugati részén fekvő Abu-Szalim börtönből. A felkelők egyik szóvivője a Reuters hírügynökségnek azt mondta, hogy felszólították az olajmunkásokat, indítsák újra Rász Lanúf és Brega olajfinomítóját.
Kadhafi támogatói a városban a vártnál gyengébb ellenállást tanúsítottak. Tripoli nagy része már az első napokban a felkelők kezére került, de a harcok néhány városnegyedben még augusztus 28-ig zajlottak. Egyes források szerint mintegy 500 felkelő, 128 lojalista harcos és 108 civil vesztette életét.
Október 14-én újra összecsapások robbantak ki Tripoliban, Kadhafi hívei és a felkelő csapatok között. A lojalista harcosok, akiknek száma a szemtanúk szerint 20 - 50 fő között volt, a város Abu Szalim nevű negyedébe fészkelték be magukat, az ÁNT harcosainak azonban egy napos csatában sikerült az ellenállást felszámolniuk. A harcokban összesen 3-an estek el.

## Az kadhafista ellenállás felszámolása
Szeptember elejére már Líbia nagy részére kiterjedt az Átmeneti Nemzeti Tanács uralma, kivéve Fezzán tartomány egy részét, valamint Bani Valíd és Szurt városokat, melyet Kadhafihoz hű törzsi harcosok védelmeztek. A felkelők tárgyalásokat folytattak a varfalla törzs vezetőivel, az általuk ellenőrzött Bani Valíd város békés átadásáért, de a harcosok nem voltak hajlandók önként feladni a települést, így az ÁNT csapatok megkezdték a város elleni hadműveleteket, egyúttal pedig előrenyomulásba kezdtek Szurt irányában, ahol - mint utólag kiderült - Kadhafi is tartózkodott. Kadhafi szeptember 1-jén Szurtot kiáltotta ki az ország fővárosává.
A két város ostromával párhuzamosan zajlott a fezzáni hadjárat, ennek során az ellenzéki harcosok sorra foglalták el a még Kadhafi kezén levő területeket. Szeptember 17. és 22. között elesett a térség legjelentősebb városa, Szabha, majd öt nappal később az ÁNT kinyilvánította a tartomány teljes felszabadítását.
A harcok alatt, Kadhafi-ellenes lázadók csaptak össze egymással a Líbia délnyugati részén fekvő Aszaba városban. Az incidensben 12-en meghaltak. Ugyanaznap Kadhafi egyik fia, Al-Szaadi Kadhafi elhagyta Líbiát és Niger területére menekült.
A még mindig Kadhafi kezén levő két város elleni ostrom nehezen haladt, de a felkelőknek október 17-ére sikerült a kadhafista erők által védett Bani Valíd város központjáig előrenyomulniuk, majd rövid időn belül a várost védő maradék 1500 fegyveres is megadta magát. Már csak Szurt város fölé terjedt ki Kadhafi hatalma, így a felkelők felkészültek egy mindent eldöntő ostrom végrehajtására.
Október 20-án az Átmeneti Nemzeti Tanács katonái döntő rohamot indítottak Szurt város ellen, melynek során sikerült benyomulniuk a város még Kadhafi katonái által ellenőrzött felébe is. A harcok során Moammer Kadhafi és belügyminisztere, Abu Bakr Júnisz Dzsabr, sőt egyik fia, Mutasszim Kadhafi is tisztázatlan körülmények között életét vesztette. A diktátor halála után Szirte teljes egészében a felkelők kezére került, a lojalista harcosok megadták magukat ezzel az utolsó líbiai város is felszabadult a kadhafista erők uralma alól és véget ért a líbiai polgárháború.

## Következmények
A felkelők a Kadhafit támogató városok elfoglalása után brutalítással számoltak le a diktátort támogató személyekkel, Szurt városában október 24-én 53 kivégzett lojalista harcos tetemére bukkantak. A maradványok állapotából szakértők arra következtettek, hogy október 14-e és 19-e között vesztették életüket. Október 31-én miszrátai felkelők bosszúból rátámadtak Tuarga városra - amely férfilakossága részt vett a miszrátai ostromban Kadhafi oldalán - elüldözve annak mintegy 30 000 lakosát és azzal fenyegették meg őket, hogy többé haza sem térhetnek. Szemtanúk szerint az ÁNT-párti milíciák fegyvertelen lakosokra lövöldöztek és önkényes letartóztatásokat hajtottak végre, az elfogottakat bántalmazták, néhányat ki is végeztek, végül a várost kifosztották és egy részét felégették. A Human Rights Watch felszólította az ÁNT-t, hogy állítsa meg a miszrátai fegyveres csoportot és állítsák bíróság elé a felelősöket.
Kadhafi halálának körülményei sem ismertek. Amikor fogságba esett már sebesült volt, de egyes mobiltelefonnal készített videófelvételek alapján még életben volt, ezért elképzelhető, hogy ezt követően ölték meg a felkelők. A bukott líbiai diktátor és fiának, Mutasszimnak holttestét Miszrátába vitték, majd közszemlére tették ki, míg végül október 25-én hajnalban a sivatagban egy titkos helyre eltemették, a temetésen részt vehető néhány személyt pedig feleskették a Koránra, hogy senkinek nem árulják el a sír hollétét.
Október 23-án az Átemeneti Nemzeti Tanács vezetői ünnepélyes keretek között kinyilvánították Líbia felszabadulását és a polgárháború végét. Musztafa Abd el-Dzsalíl, a Tanács elnöke kijelentette, hogy az új törvénykezés alapjának a iszlám szokásjogot, a sariát fogják tekinteni. Helyettese, Mahmud Dzsibríl kijelentette, hogy már zajlanak a tárgyalások egy átmeneti kormány felállítására, mely akár egy hónapig is eltarthat.
Október 31-én az ÁNT megválasztotta Líbia új miniszterelnökét (akinek egyelőre nincs még kormánya), Abdul al-Rahim al-Kíb személyében, aki ellen november 27-én már merényletet is kíséreltek meg, de az új államfő sértetlenül megúszta a támadást.
November 19-én Líbia déli részén elfogták Szaif al-Iszlám Kadhafit, tevepásztornak próbálta kiadni magát. Egy nappal később szintén az ország déli részén nyomára akadtak a líbiai titkosszolgálat egykori vezetőjének, Abdullah Szenússzinak, akit szintén letartóztattak.
2012. január 3-án egykori tripoli és miszrátai lázadók csaptak össze gránátvetőket és gépfegyvereket használva, a harcnak három miszrátai és két tripoli áldozata volt. Időközben kinevezték a líbiai fegyveres erők új főparancsnokát, Juszef al-Mankus nyugalmazott tábornok személyében, akit azonban kérdéses volt, hogy minden lázadóvezér elfogad-e főparancsnoknak. A félelmek beigazolódtak, ugyanis több líbiai lázadó szervezet kijelentette, hogy nem hajlandó Mangust elismerni felettesének.
Január 15–16-án újabb összecsapások törtek ki Tripoliban különböző fegyveres lázadó csoportok közt. Az összecsapásban 2-en vesztették életüket és többen megsebesültek.
Január 23-án sor került a polgárháborút követő legnagyobb mértékű incidensre: 100-150 fegyveres rátámadt Bani Valíd városára és megszállta azt, a várost védő hadosztályból pedig öt embert megöltek és legalább 30-at megsebesítettek, többek között a parancsnok is elesett. A líbiai belügyminiszter cáfolta a híreket, miszerint egykori kadhafista katonákhoz fűződne a lázadás, szerinte a harcok csak a különböző fegyveres csoportok belső ellentétének a következményei. Másnap a lázadók is tagadták, hogy Kadhafi támogatói lettek volna, és kifejtették, hogy lázadásuk oka az ÁNT uralmának elutasítása. A lázadás vezetői elhatározták, hogy félreállítják az ÁNT által kinevezett katonai tanácsot és saját irányító szervezetet állítanak fel.
Március 6-án kelet-líbiai törzsi vezetők az ÁNT tiltakozása ellenére a régiót félautonóm tartománnyá nyilvánítottak, így próbálva meg elejét venni az amúgy gazdaságilag fontos keleti régió hátrányos megkülönböztetésének. Az ÁNT szerint ez a lépés hosszú távon az ország széteséséhez is vezethet.
Március végén toubouk törzs vezetője, Abdelmazsid Manszúr arról nyilatkozott, etnikai tisztogatás készít elő a központi kormány ellenük. Ezért újraszervezik fegyveres csoportjukat, és szükség esetén szembeszállnak a kormány katonáival. A törzsfőnök szerint Dél-Szudán mintájára kell újjászervezni Líbiát.

## Külföldi reakciók
A líbiai eseményekre vonatkozóan William Hague brit külügyminiszter kijelentette, hogy azok rettenetesek és elfogadhatatlanok, és felszólította a világot, hogy ítélje el a líbiai vezetés tetteit, és gyakoroljon nyomást Kadhafira. A nemzetközi kritikákra válaszul a líbiai vezetés a magyar nagyköveten keresztül azzal fenyegetett, hogy beszünteti együttműködését az Európai Unióval az illegális bevándorlás megakadályozásában. Martonyi János magyar külügyminiszter azonban az EU nevében visszautasította a fenyegetést és felszólította a líbiai kormányt, hogy vessen véget az erőszak alkalmazásának.
Február 23-án Az ENSZ Biztonsági Tanácsa elítélte az erőszakot, Hillary Clinton amerikai külügyminiszter pedig kijelentette, hogy az Egyesült Államok meg fogja tenni a "megfelelő lépéseket", ha a líbiai kormány nem állítja le az erőszakot az országban, de kihangsúlyozta, hogy csak nemzetközi fellépés keretében kívánnak tevékenykedni. Ugyanezen a napon, a felkelők elleni brutális fellépésre hivatkozva Peru felfüggesztette diplomáciai kapcsolatait Líbiával.
Barack Obama amerikai elnök február 24-én először beszélt nyilvánosság előtt a líbiai helyzetről és felszólította Kadhafit, hogy haladéktalanul vessen véget a vérontásnak vagy különben felelnie kell tetteiért. Február 27-én az ENSZ szankciók bevezetését helyezte kilátásba Líbia ellen, időközben Obama elnök felszólította Kadhafit a távozásra, kijelentve, hogy a diktátor azzal, hogy saját népébe lövetett elvesztette legitimitását és távoznia kell.
Március 1-jén az ENSZ-közgyűlés felfüggesztette Líbia tagságát a világszervezet Emberi Jogi Tanácsában. Miután megalakult az Átmeneti Nemzeti Tanács több ország is Líbia hivatalos képviselőjeként ismerte el, legelőször március 10-én Franciaország, majd március 28-án Katar következett.
Március elején a felkelők kérték az ENSZ-től a légtérzár bevezetését, amelyhez az Arab Liga is támogatását biztosította. Az ENSZ BT 10 támogató és 5 tartózkodó szavazattal megszavazta a légtérzár felállítását, így 20-án hajnalban kezdetét vette a nemzetközi intervenció. Március 31-én a NATO átvette a líbiai szövetséges hadművelet irányítását. Ugyanaznap Londonba szökött a Kadhafi-rezsim egyik legfontosabb alakja, Musza Kusza külügyminiszter, lemondva tisztségéről.
Május 16-án A hágai Nemzetközi Büntetőbíróság elfogatóparancsot adott ki Kadhafi, egyik fia és a líbiai titkosszolgálat vezetője, Abdulah Szenusszi ellen, a líbiai civilek elleni támadások szervezése miatt. A líbiai kormány válaszul közölte, hogy nem ismeri el a testületet, mert az EU befolyása alatt áll.

## Tárgyalások Kadhafival
Április 4-én Kadhafi két idősebb fia, Szaif és Al-Szaadi Kadhafi felajánlotta a nyugati koalíciónak, hogy a konfliktus megoldására apjukat eltávolítanák a hatalomból és ők maguk vennék át az ország feletti uralmat, „megteremtve az átmenetet” az ország demokratizálódása felé. Ezt a megoldást azonban az Átmeneti Nemzeti Tanács, és a nemzetközi koalíció elutasította, követelve Kadhafinak és fiainak a mielőbbi távozását az ország éléről.
Időközben Kadhafi külügyminiszter-helyettesét küldte Görögországba, egy, a nyugati hatalmakkal való béketárgyalás előkészítésére, azonban ez a kísérlet is kudarcba fulladt. Mind a felkelők, mind az intervenció résztvevői leszögezték, hogy csak Kadhafi lemondásáról hajlandóak tárgyalni.
Június 17-én Szajf al-Iszlam Kadhafi bejelentette, hogy apja kész szabad választásokat tartani és ha veszít, félreáll. Az amerikai külügyminisztérium szóvivője, Victoria Nuland kijelentette: az ajánlat későn érkezett, Kadhafinak mennie kell.
Időközben állítólag tárgyalások kezdődtek a felkelők és Kadhafi között, Oroszország líbiai különmegbízottja, Mihail Margelov közvetítésével, ezt azonban a felkelők tagadták.

## Dezertálások
Február 21-én két líbiai vadászpilóta szállt le Málta szigetén, ahol menedékjogot kértek.
Két nappal később lezuhant egy líbiai harci repülőgép Bengázi közelében, állítólag azért mert a pilóták megtagadták a város bombázását és inkább katapultáltak.
Február 23-án két hadihajót legénysége Máltára menekített, mert nem akartak részt venni Bengázi bombázásában.

## Atrocítások a civil lakosság ellen
A háború során mind Kadhafi hadereje, mind a felkelők követtek el atrocitásokat a civil lakosság ellen. A kadhafista katonák nagy brutalítással léptek fel a fennhatóságuk alatt levő területeken az ellenzékiekkel szemben. Tripoli elfoglalása után például egy több száz fős tömegsír került elő a város határában. Számos esetben előfordult, hogy a kórházakban megtiltották a sebesült ellenzékiek ellátását. A lojalista harcosok időnként élő pajzsként használták a civileket, főleg a NATO légitámadásai idején. Kadhafi elrendelte azoknak a katonáknak a kivégzését is, akik nem voltak hajlandók tüntető civilekre lőni. Február 23-án például 130 katonát öltek meg, négy nappal később pedig Bengáziban 67 katonát végeztettek ki brutális kegyetlenséggel saját parancsnokaik. A kadhafista katonák előszeretettel alkalmazták a nemi erőszakot is, a civil lakosság elrettentésére, ehhez állítólag nem egy esetbe parancsnokaiktól még viagra potencianövelő szert is kaptak.
A felkelők atrocitásai nemcsak a Kadhafi-párti civilek, hanem a feketebőrű afrikaiakat is érintették, ugyanis a felkelés kitörése után elterjedt a hír, hogy Kadhafi közép-afrikai zsoldosok segítségét is igénybe veszi. Sok gyanús egyént börtönbe vetettek, minden előzetes ítélet nélkül, október közepén több mint 2500 személyt tartottak fogva, akiket rendszeresen kínoztak is. Több fekete-afrikai vendégmunkást egyszerűen lemészároltak a háború alatt. Különösen nagy túlkapásokra került sor Tripoli bevétele után, amikor több tucatnyi feketebőrű személyt öltek meg. Szurt eleste után a város egyik szállodájában 53 lojalista harcos tetemére bukkantak, akiket a jelek szerint a felkelők végeztek ki. Október 26-án egy újabb tömegsírt fedeztek fel a város mellett, melyben 267 ember volt elhantolva, akik Kadhafi hívei közé tartoztak.
A NATO intervenciójával kapcsolatban megoszlanak a vélemények arról, hogy a bombázások okoztak-e civil áldozatokat. Musza Ibrahim kormányszóvivő több ezer halottról számolt be, de a Vatikán megfigyelői szerint is legkevesebb 40 ember életét vesztette a bombázásokban. A NATO főparancsnokság kijelentette, hogy nincs tudomása civil áldozatokról és a katonák igyekeznek kerülni is ezt, elvégre az akció a civil lakosság védelmére indult. Két esetben azonban a kormányilletékesek elvitték a Tripoliban tartózkodó külföldi újságírókat a légicsapások helyszínére. Ennek következtében bebizonyosodott, hogy június 19-én a NATO bombázói többek között egy lakóházra mértek csapást, melyben heten vesztették életüket, köztük két gyerek. Két nappal később Kadhafi egyik bizalmasának házára mértek csapást, melyben 19 ember halt meg, köztük két óvodáskorú gyerek.